# العلاقات الجورجية الغرينادية
العلاقات الجورجية الغرينادية هي العلاقات الثنائية التي تجمع بين جورجيا وغرينادا.

## مقارنة بين البلدين
هذه مقارنة عامة ومرجعية للدولتين:
| وجه المقارنة                                              | جورجيا                          | غرينادا                                         |
| --------------------------------------------------------- | ------------------------------- | ----------------------------------------------- |
| المساحة (كم2)                                             | 69.70 ألف                       | 348                                             |
| عدد السكان (نسمة)                                         | 3.72 مليون                      | 107.83 ألف                                      |
| الكثافة السكانية (ن./كم²)                                 | 53.37                           | 30.99 ألف                                       |
| العاصمة                                                   | تبليسي، كوتايسي                 | سانت جورجز                                      |
| اللغة الرسمية                                             | اللغة الجورجية، اللغة الأبخازية | لغة إنجليزية، لغة غرينادا الكريولية الإنجليزية ‏ |
| العملة                                                    | لاري جورجي                      | دولار شرق الكاريبي                              |
| الناتج المحلي الإجمالي (بليون دولار)                      | 15.16 مليار                     | 1.12 مليار                                      |
| الناتج المحلي الإجمالي (تعادل القوة الشرائية) بليون دولار | 35.68 مليار                     | 1.45 مليار                                      |
| الناتج المحلي الإجمالي الاسمي للفرد دولار أمريكي          | 3.79 ألف                        | 9.21 ألف                                        |
| الناتج المحلي الإجمالي للفرد دولار أمريكي                 |                                 | 12.43 ألف                                       |
| مؤشر التنمية البشرية                                      | 0.754                           | 0.750                                           |
| رمز المكالمات الدولي                                      | +995                            | +1473                                           |
| رمز الإنترنت                                              | .ge، .გე ‏                       | .gd                                             |
| المنطقة الزمنية                                           | ت ع م+04:00                     | 00                                              |

## منظمات دولية مشتركة
يشترك البلدان في عضوية مجموعة من المنظمات الدولية، منها:
| علم المنظمة | اسم المنظمة                   | تاريخ انضمام جورجيا | تاريخ انضمام غرينادا |
| ----------- | ----------------------------- | ------------------- | -------------------- |
|             | يونسكو                        | 7 أكتوبر 1992       | 17 فبراير 1975       |
|             | مؤسسة التمويل الدولية         | 29 يونيو 1995       | 28 أغسطس 1975        |
|             | مؤسسة التنمية الدولية         | 31 أغسطس 1993       | 28 أغسطس 1975        |
|             | منظمة التجارة العالمية        | 14 يونيو 2000       | ?                    |
|             | الاتحاد البريدي العالمي       | ?                   | ?                    |
|             | الاتحاد الدولي للاتصالات      | 7 يناير 1993        | 17 نوفمبر 1981       |
|             | الأمم المتحدة                 | 31 يوليو 1992       | 17 سبتمبر 1974       |
|             | البنك الدولي للإنشاء والتعمير | 7 أغسطس 1992        | 27 أغسطس 1975        |

## وصلات خارجية
- موقع وزارة الخارجية الجورجية